# No Lie (canção de Sean Paul)
"No Lie" é uma canção do rapper jamaicano Sean Paul. Conta com a participação da cantora e compositora inglesa Dua Lipa e foi lançada nas plataformas digitais em 18 de novembro de 2016 como o primeiro single do EP de Paul, Mad Love the Prequel (2018). A canção foi incluída na reedição do álbum de estréia de Lipa, Dua Lipa: Complete Edition (2018).

## Antecedentes
"No Lie" foi anunciada através das redes sociais de Paul, com sua data de lançamento marcada para 18 de novembro de 2016. A canção foi escrita pelos intérpretes com o auxilio de Emily Warren, Andrew Jackson, Jamie "Sermstyle" Sanderson e Philip Kembo, este dois últimos que se encarregaram na produção da faixa. 

## Composição
"No Lie" é canção influenciada pelo dance, com duração de três minutos e quarenta e um segundos.

## Lista de faixas
| Download digital e streaming |                                         |         |  |
| N.º                          | Título                                  | Duração |  |
| 1.                           | "No Lie" (com participação de Dua Lipa) | 3:41    |  |

| CD single |                                                               |         |  |
| N.º       | Título                                                        | Duração |  |
| 1.        | "No Lie" (com participação de Dua Lipa)                       | 3:41    |  |
| 2.        | "No Lie / Tek Weh Yuh Heart" (com participação de Tory Lanez) | 3:46    |  |

| Remixes |                                                                    |         |  |
| N.º     | Título                                                             | Duração |  |
| 1.      | "No Lie" (com participação de Dua Lipa) (Sam Feldt remix)          | 2:52    |  |
| 2.      | "No Lie" (com participação de Dua Lipa) (Delirante e Alex K remix) | 4:18    |  |

## Créditos
Todo o processo de elaboração da canção atribui os seguintes créditos pessoais:
- Sean Paul; vocalista principal, composição
- Dua Lipa; vocais, composição
- Andrew Jackson; composição
- Emily Warren; composição
- Jamie Sanderson; composição, produção
- Philip Kembo; composição, produção
- Paul Bailey; engenharia
- Barry Grint; assistente de engenharia
- James Royo; mixagem

## Histórico de lançamento
| País           | Data                   | Formato(s)                  | Gravadora             |
| -------------- | ---------------------- | --------------------------- | --------------------- |
| Mundo          | 18 de novembro de 2016 | Download digital, streaming | Island Records        |
| Reino Unido    | 6 de janeiro de 2017   | Contemporary hit radio      | Island Records        |
| Alemanha       | 13 de janeiro de 2017  | CD Single                   | Universal Music Group |
| Estados Unidos | 17 de janeiro de 2017  | Rhythmic contemporary       | Republic Records      |
| Itália         | 20 de janeiro de 2017  | Contemporany hit radio      | Island Records        |